# Eloria
Eloria is een geslacht van vlinders van de familie spinneruilen (Erebidae).

## Soorten
- E. albifasciata Dognin, 1923
- E. apicalis Walker, 1855
- E. aroensis Schaus, 1906
- E. batesi Collenette, 1950
- E. captiosa Draudt, 1927
- E. cavallo Collenette, 1950
- E. cissusa Druce, 1893
- E. clodia Druce, 1893
- E. compulsa Draudt, 1927
- E. copharpe Collenette, 1950
- E. corvicoa Schaus, 1927
- E. cubana Schaus, 1906
- E. charassomena Collenette, 1950
- E. chares Druce, 1893
- E. chorax Druce, 1893
- E. demortua Hübner, 1825
- E. diaphana (Stoll, 1782)
- E. discalis Walker, 1856
- E. discifera Walker, 1869
- E. ebba Schaus, 1927
- E. edana Schaus, 1927
- E. festiva (Walker, 1855)
- E. flavicollis Dognin, 1924
- E. fumicosta Collenette, 1950
- E. gigantea Druce, 1895
- E. grandis Druce, 1899
- E. guenéei Collenette, 1950
- E. hiulca Draudt, 1927
- E. hoplochares Collenette, 1950
- E. insulsa Draudt, 1927
- E. intacta Walker, 1855
- E. jocosa Dognin, 1923
- E. limata Draudt, 1927
- E. lucida Walker, 1856
- E. lyra Collenette, 1950
- E. manesia Schaus, 1927
- E. marginalis Walker, 1855
- E. melaphleba Collenette, 1950

- E. melarrhoys Collenette, 1950
- E. moeonia Druce, 1899
- E. moeschleri Dognin, 1923
- E. moesta Walker, 1856
- E. muzo Collenette, 1950
- E. nigella Dognin, 1923
- E. nimbosa Dognin, 1923
- E. ninya Dognin, 1923
- E. noyesi Schaus, 1927
- E. ombrea Druce, 1886
- E. onaba Druce, 1886
- E. opaca Dognin, 1923
- E. orosi Collenette, 1950
- E. pelocraspeda Collenette, 1950
- E. pellucida Hübner, 1823
- E. peruviana Collenette, 1950
- E. remota Walker, 1855
- E. roraima Collenette, 1950
- E. rosenbergi Collenette, 1950
- E. schausi Draudt, 1927
- E. serena Schaus, 1906
- E. sixola Schaus, 1910
- E. spectra Hübner, 181, 1826
- E. subapicalis Walker, 1863
- E. subnuda Walker, 1855
- E. teffe Collenette, 1950
- E. torrida Schaus, 1910
- E. ucayali Collenette, 1950
- E. velhoa Schaus, 1920
- E. venosa Walker, 1855
- E. walkeri Collenette, 1950